# Cherrechere
Cherrechere (pl. Cherrecheres), jedna od nomadskih skupina ili plemena američkih Indijanaca koji su desetih godina 18. stoljeća živjeli u području rijeke río Sarare (općina Simón Planas) u Venezueli, država Lara. 
Na područje uz rio Sarare 1716. dolazi Pedro de Alcalá, da bi sljedeće godine (1717.) izbila strašna epidemija koja je pobila mnoge Indijance, u kojoj su vjerojatno nestali. 